# Monoblastus tscheki
Monoblastus tscheki là một loài tò vò trong họ Ichneumonidae.